# Bautastein von Meling
Koordinaten: 58° 56′ 32,1″ N, 5° 36′ 38,7″ O
Der Bautastein von Meling steht auf einer großen, flachen Wiese nordöstlich von Tananger mit Blick auf den Hafrsfjord in Sola bei Stavanger im Fylke Rogaland in Norwegen. Es gibt 22 Standorte erhaltener Bautasteine in Sola.
Der leicht zur Seite geneigte Bautastein ist etwa 4,0 Meter hoch, 1,0 bis 1,5 Meter breit, an der Spitze nur 20 cm breit. Das untere linke Drittel des Menhirs ist entlang eines natürlichen Risses im Stein gebrochen. Im Laufe der Jahre hat sich dieser Teil vom Rest des Steines entfernt und man kann durch den Riss sehen.

## Legende
Er gehört zu den sechs Standorten von Hvilesteinene oder Kvilesteinene (deutsch „Ruhesteinen“ – im Sinne von Grabsteinen) des Erling Skjalgsson (925–1028) des Schwagers von Olav I. Tryggvason, die der Legende nach in Jåsund, Meling, Haga, Risa, Hogstad und Sømme aufgerichtet wurden.